# فرنسيس إرنست لويد
فرنسيس إرنست لويد (بالإنجليزية: Francis Ernest Lloyd) هو عالم نبات أمريكي، ولد في 4 أكتوبر 1868 في مانشستر في المملكة المتحدة، وتوفي في 10 أكتوبر 1947 في كارميل-بي-ثي-سي في الولايات المتحدة.